# Paedalgus saritus
Paedalgus saritus är en myrart som beskrevs av Bolton och Robert Belshaw 1993. Paedalgus saritus ingår i släktet Paedalgus och familjen myror. Inga underarter finns listade i Catalogue of Life.